# Пиноцис, Лазарос
Лазарос Пиноцис (греч. Λάζαρος Πινότσης; 1765, Идра — 1859, Идра) — греческий морской капитан, видный участник Освободительной войны Греции 1821—1829 годов.

## Биография
Лазарос Пиноцис родился на острове Идра в 1765 году.
Конец 18-го века ознаменовал резкий подъём торгового флота этого острова.
Пиноцис был капитаном корабля «Тимолеон», который принадлежал специоту Иоаннису Орландосу (1770—1852), приходившимся зятем президенту сената и самому богатому человеку Идры Лазарю Кундуриотису.
Источники указывают, что Пиноцис был не только капитаном «Тимолеона», но стал и его совладельцем.
Он также упоминается как капитан другого корабля Орландоса, брига «Wellngton»:Δ-219.
С началом Греческой революции 1821 года судовладельцы Идры вооружили свои коммерческие корабли и начали военные действия против турок, противостоя в том числе и линейным кораблям османского флота.
Пиноцис отмечен в одной из первых акций революционного флота.
28 апреля 1821 года, у острова Инуссес, произошёл один из первых морских эпизодов Греческой революции, когда 2 корабля острова Идра, под командованием капитанов Георгия Сахтуриса и Пиноциса, захватили турецкий бриг с паломниками, направляющимися в Мекку, среди которых был и Мисир-молла (духовный глава Египта). Добыча была огромной. Золото, алмазы и жемчуга оценивались в 6 млн турецких грошей. Bсе турки на борту, включая экипаж, моллу и паломников были вырезаны идриотами, по их утверждению, в отместку за повешение турками Константинополького патриарха Григория:В-102.
20 февраля 1822 года Пиноцис принял участие в закончившемся без результата бое, недалеко от города Патры, где 63 вооружённых греческих коммерческих кораблей противостояли 70 линейным османским кораблям.
7 июля 1823 года Пиноцис возглавил эскадру, посланную на помощь осаждённым повстанцам в Трикери, Пагасский залив:Δ-353.
Пиноцис отмечен историографией в победоносном для греческого флота Сражении при Андросе в мае 1825 года:Г-158. Перед этим сражением, именно Пиноцис, патрулируя у входа в Дарданеллы, дал сигнал о выходе османского флота в Эгейское море:Г-156.
После того как Грецию возглавил Иоанн Каподистрия, Пиноцис, как и большинство жителей Идры, был в оппозиции правителю.
В июле 1831 года находившаяся на острове Порос эскадра под командованием идриота адмирала Миаулиса в составе фрегата «Эллада», корветов «Идра» и «Нисос тон Спецон», а также парусно-парового «Картериа», подняла мятеж:Δ-234.
По поручению правительства, выходы из пролива между Поросом и Пелопоннесом блокировала российская эскадра адмирала Рикорда, которой Каподистрия годом раннее предоставил базу на острове, и 2 правительственных корабля.
27 июля состоялся упорный 3-х часовой бой. Больше всех пострадал российский «Телемах» и «Нисос тон Паксон» Пиноциса, на котором погибло 14 моряков.
Российские и правительственные корабли отошли:Δ-235.
30 июля российские «Телемах» и бриг «Одиссей» и 2 правительственных корабля, одним из которых командовал Константин Канарис вошли в южный пролив.
В ходе боя состоялся поединок «Одиссея» и «Нисос тон Псарон». «Одиссей» получил пробоину ниже ватерлинии, с трудом вышел из боя и, обойдя остров, встал к причалу российской базы.
Но и «Нисос тон Спецон» получил большие повреждения, стал неуправляемым и Пиноцис дал команду покинуть корабль и взорвать его:Δ-236.
Эти события стали только прелюдией «Великого преступления».
Не имея возможности выйти из проливов, адмирал Миаулис дал приказ взорвать оставшиеся корабли.
Флагманский фрегат «Эллада» и корвет «Идра» были взорваны. Парусно-паровой «Картериа» был спасён в последний момент моряком Г. Галацидисом:Δ-238.
Последующая жизнь капитана Пиноциса остаётся в тени.
Он умер на своём острове в 1859 году.
Пиноцис был женат на вдове капитана Т. Гикаса и дочери Миаулиса, Марии.